# 蒙切斯蒂诺
蒙切斯蒂诺（義大利語：Moncestino），是意大利亚历山德里亚省的一个市镇。总面积6.42平方公里，人口244人，人口密度38.0人/平方公里（2009年）。ISTAT代码为006099。